# Alain Vaillant
Pour les articles homonymes, voir Vaillant.
 (avril 2024).
Alain Vaillant, né à Paris le 21 janvier 1958, est un historien de la littérature française.
Spécialiste de la littérature du XIXe siècle, ses travaux portent principalement sur le romantisme et la modernité (en poésie et en prose), sur la poétique historique de l’écriture littéraire, sur la théorie de l’histoire littéraire, sur l’anthropologie du rire.

## Biographie
Alain Vaillant est né à Paris le 21 janvier 1958. Il est entré à l’École normale supérieure (rue d’Ulm) en 1977 ; il a réussi l’agrégation de lettres classiques en 1980 ; il est docteur en littérature française (université de la Sorbonne nouvelle) en 1985 et obtient l'habilitation à diriger des recherches (université Paris Diderot) en 1993. Il a été successivement maître de conférences à l’université Jean-Monnet de Saint-Étienne (1991-1996) et professeur à l’université Paul-Valéry de Montpellier (1996-2006) et, depuis 2006, à l’université Paris-Nanterre. 

## Apport à la théorie et à l’histoire littéraires
Alain Vaillant définit l’histoire littéraire comme histoire de la communication littéraire. Selon lui, non seulement celle-ci doit prendre en compte les formes concrètes de cette communication (orale, manuscrite, imprimée, médiatique) et ses modes de circulation dans l’espace public (à l’intérieur de réseaux élitaires comme sous l’Ancien régime ou, depuis le XIXe siècle, au sein du marché des biens culturels), mais elle ne peut être saisie qu’à l’intérieur d’une histoire globale et multimédiale de la communication sociale. D’autre part, cette histoire de la communication littéraire trouve à la fois son aboutissement et la preuve de sa validité dans la constitution d’une poétique historique des formes et des genres, se donnant pour objet les évolutions du « faire » littéraire, la naissance ou la mutation des formes, des procédés, des styles, des pratiques d’écriture, des genres. C’est à partir de ces principes épistémologiques qu’Alain Vaillant a mené ses travaux sur la littérature du XIXe siècle, consacrés tantôt aux auteurs du canon (notamment Balzac, Baudelaire, Hugo, Flaubert, Rimbaud), tantôt à des essais généraux d’interprétation historique. Enfin, à la faveur de ses recherches les plus récentes sur les mécanismes du rire, sa démarche historienne, s’est infléchie vers l’anthropologie culturelle,,,

## Principales publications

### Monographies
- Histoire de la littérature française du XIXe siècle (en collaboration avec Jean-Pierre Bertrand et Philippe Régnier), Paris, Nathan université, 1998 [réédition en 2007 aux Presses universitaires de Rennes].
- 1836. L’an I de l’ère médiatique (avec Marie-Ève Thérenty), Paris, Nouveau-Monde éditions, 2001.
- L’Amour-fiction. Discours amoureux et poétique du roman moderne, Paris, Presses universitaires de Vincennes, «Essais et savoirs», 2002.
- Presse et plumes. Journalisme et littérature au XIXe siècle, Marie-Ève Thérenty et Alain Vaillant dir., Paris, Nouveau-Monde éditions, 2004.
- La Crise de la littérature. Romantisme et modernité, Grenoble, Ellug, « Bibliothèque stendhalienne et romantique », 2005.
- L’Art de la parole vive. Paroles chantées et paroles dites à l’époque moderne, Stéphane Hirschi, Élisabeth Pillet et Alain Vaillant dir., Valenciennes, Presses universitaires de Valenciennes, 2006.
- Baudelaire, poète comique, Rennes, Presses universitaires de Rennes, « Interférences », 2007.
- La Production de l’immatériel. Théories, représentations et pratiques de la culture au XIXe siècle, Jean-Yves Mollier, Philippe Régnier et Alain Vaillant dir., Saint-Étienne, Publications de l’université de Saint-Étienne, 2008.
- Presse, nations et mondialisation culturelle au XIXe siècle, Marie-Ève Thérenty et Alain Vaillant dir., Paris, Nouveau-Monde éditions, 2010.
- L'Histoire littéraire, Paris, Colin, coll. « U », 2016 (2010).
- Dominique Kalifa (dir.), Philippe Régnier (dir.), Marie-Ève Therenty (dir.) et Alain Vaillant (dir.), La Civilisation du journal : histoire culturelle et littéraire de la presse française au XIXe siècle, Paris, Nouveau Monde Éditions, coll. « Opus Magnum », 2011, 1762 p. (ISBN 978-2-84736-543-6, présentation en ligne), [présentation en ligne], [présentation en ligne], [présentation en ligne].
- Dictionnaire du romantisme, Alain Vaillant dir., Paris, CNRS éditions, 2012.
- L'Esthétique du rire, Alain Vaillant dir., Nanterre, Presses universitaires de Paris Nanterre, 2012.
- Le Veau de Flaubert, Paris, Hermann, 2013.
- Le Rire moderne, Alain Vaillant et Roselyne de Villeneuve dir., Nanterre, Presses de Paris Nanterre, 2013.
- L'Art de la littérature, Paris, classiques Garnier, 2016.
- Qu'est que le romantisme?, Paris, CNRS éditions, « Libris », 2016.
- La Civilisation du rire, Paris, CNRS éditions, 2016.
- La Poésie délivrée, Stéphane Hirschi, Corinne Legoy, Serge Linarès, Alexandra Saemmer et Alain Vaillant dir., Nanterre, Presses universitaires de Paris Nanterre, 2017.
- Dictionnaire Rimbaud, Adrien Cavallaro, Yann Frémy et Alain Vaillant dir., Paris, classiques Garnier, 2021.
- L’Empire du rire (19e-21e siècle), Matthieu Letourneux et Alain Vaillant dir., Paris, CNRS éditions, 2021.
- L’Anthropocène ou l’âge de l’addiction cognitive, Lormont, éditions Bord de l’eau, 2021.
- Hacia una poética histórica de la comunicación literaria, Juan Zapata (préf.), Antioquia (Colombie), Editorial Universidad de Antioquia, 2021 (recueil d’articles traduits).
- ‘Une saison en enfer’ de Rimbaud, ou le livre à « la prose de diamant », Paris, Champion, 2023.

### Articles et chapitres d’ouvrage (sélection)
- « Pour une histoire de la communication littéraire », Revue d'histoire littéraire de la France, vol. 103, no 3,‎ 2003, p. 549-562 (lire en ligne)
- « Le lyrisme du vers syllabique : de Lamartine à Mallarmé », Romantisme, no 140,‎ 2008, p. 53-66 (lire en ligne)
- « De la littérature médiatique », dans Interférences littéraires/Literaire interferenties, nouvelle série, n° 6, « Postures journalistiques et littéraires », dir. Laurence Van Nuijs, mai 2011, p. 21-33 (lire en ligne)
- « La littérature entre livre et périodique (19e-21e siècles) », Journal of European Periodical Studies, 4-2, 2019, p. 11-26 (lire en ligne)
- « La sociocritique à l’épreuve de l’histoire littéraire », Études françaises, vol. 58, no 3,‎ 2022, p. 21-33 (lire en ligne)